# 郡山駅 (奈良県)
郡山駅（こおりやまえき）は、奈良県大和郡山市高田口町にある、西日本旅客鉄道（JR西日本）関西本線の駅である。駅番号はJR-Q34。「大和路線」の愛称区間に含まれている。

## 概要
大和郡山市のJRにおける代表駅である。当駅から西に約1kmのところに、もう一つの代表駅である近鉄郡山駅があり、乗降客数も近鉄郡山駅のほうが多い。
鉄道国有法により国鉄関西本線となり、東北本線にある郡山駅（福島県）との混同を避けるため、鉄道院では「大和郡山駅」と改名しようとしたが、地元住民は承服せず、東大寺の古文書を持ち出して「大和の郡山の方が古い」と鉄道院へ陳情した結果、郡山駅に落ち着いたという歴史的経緯がある。東北本線の郡山駅と区別するため、乗車券類には「（関）郡山」と印字される。

## 歴史
- 1890年（明治23年）12月27日：大阪鉄道 (初代)の奈良駅 - 王寺駅間開業に伴い、一般駅として設置[3]。
- 1900年（明治33年）6月6日：大阪鉄道の路線が関西鉄道に承継され、同社の駅となる。
- 1907年（明治40年）10月1日：関西鉄道が国有化[3]。官営鉄道の駅となる。
- 1909年（明治42年）10月12日：線路名称設定により、関西本線の所属となる[5]。
- 1977年（昭和52年）3月1日：貨物の営業が廃止され、旅客駅となる[3]。
- 1986年（昭和61年）3月3日：荷物扱い廃止[3]。
- 1987年（昭和62年）4月1日：国鉄分割民営化により、西日本旅客鉄道（JR西日本）の駅となる[3]。
- 1988年（昭和63年）3月13日：路線愛称の制定により、「大和路線」の愛称を使用開始。
- 1997年（平成9年）2月27日：橋上駅舎使用開始[1]。
- 1998年（平成10年）7月30日：自動改札機を設置し、供用開始[6]。
- 2003年（平成15年）11月1日：ICカード「ICOCA」の利用が可能となる[7]。
- 2009年（平成21年）10月4日：大阪環状・大和路線運行管理システム導入。
- 2014年（平成26年）
  - 2月13日：みどりの窓口の営業が終了。
  - 2月14日：みどりの券売機プラス稼動開始。
- 2018年（平成30年）3月17日：駅ナンバリングが導入され、使用を開始。
- 2024年（令和6年）3月16日：ダイヤ改正に伴い、新設される通勤特急「らくラクやまと」の停車駅となる[8]。

## 駅構造
相対式ホーム2面2線を有する地上駅。鉄骨造の橋上駅舎を有し、駅舎の外観は郡山城をイメージしている。
以前は1・2番線の間には、上下兼用の待避線（中線）があった。1番のりば北側には貨物積込み用の側線があって、特産の金魚出荷専用列車が発着していた。また、2番のりばの南側にも機回し線があった。現在は分岐器や絶対信号機がない停留所に分類される。
王寺駅が管理し、JR西日本交通サービスが駅業務を受託する業務委託駅である。
改札口東隣にキヨスクもあったが、駅前コンビニの設置に伴う利用者減のため、廃止されている。
ICカード乗車券「ICOCA」の利用が可能（相互利用可能ICカードはICOCAの項を参照）。
橋上駅及び連絡通路は、線路により分断された駅西側と東側の地域を連絡させる意味から、大和郡山市の都市計画事業として整備されたもので、連絡通路は大和郡山市道として位置づけられている。

### のりば
| のりば | 路線     | 方向 | 行先                   |
| ------ | -------- | ---- | ---------------------- |
| 1      | 大和路線 | 上り | 奈良方面               |
| 2      | 大和路線 | 下り | 王寺・天王寺・大阪方面 |

- 上表の路線名は旅客案内上の名称（愛称）で表記している。

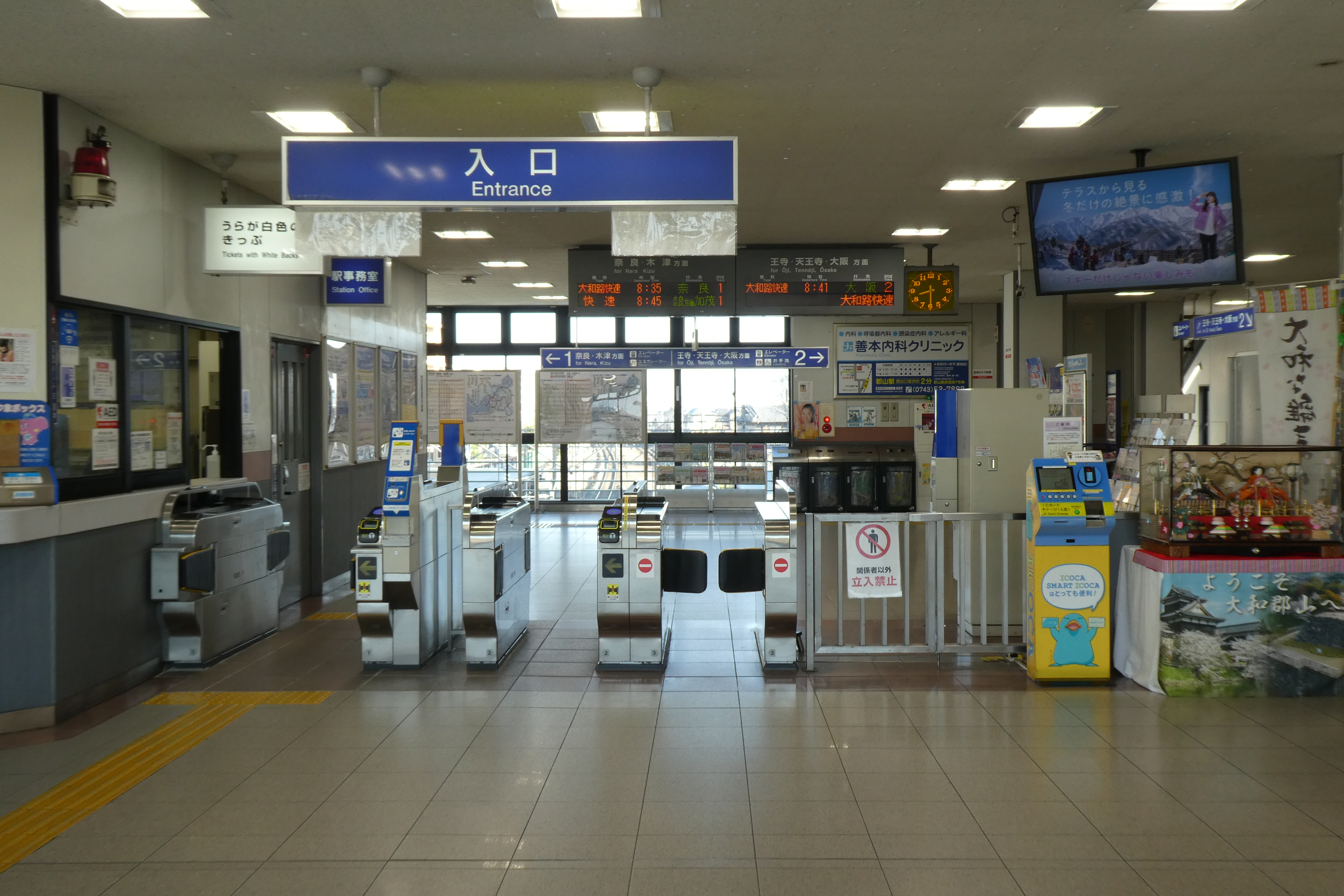
改札口（2020年2月）

## 利用状況
2023年（令和5年）度の1日平均乗降人員は9,764人である。
各年度の1日平均乗車人員は以下の通りである。
| 年度   | 1日平均 乗車人員 |
| ------ | ---------------- |
| 1997年 | 5,181            |
| 1998年 | 5,300            |
| 1999年 | 5,163            |
| 2000年 | 5,167            |
| 2001年 | 5,105            |
| 2002年 | 5,096            |
| 2003年 | 5,262            |
| 2004年 | 5,267            |
| 2005年 | 5,068            |
| 2006年 | 5,094            |
| 2007年 | 5,080            |
| 2008年 | 5,058            |
| 2009年 | 4,970            |
| 2010年 | 5,151            |
| 2011年 | 5,127            |
| 2012年 | 5,103            |
| 2013年 | 5,178            |
| 2014年 | 5,069            |
| 2015年 | 5,102            |
| 2016年 | 5,151            |
| 2017年 | 5,246            |
| 2018年 | 5,239            |
| 2019年 | 5,300            |
| 2020年 | 4,220            |

## 駅周辺
周辺は、マンション・公団住宅が多く目立つ。昔からの市街中心部に通じる出口は駅の西側であるが、最近は東側が再開発され、ショッピングモールが営業している。
近鉄郡山駅へは西へ徒歩で約10分かかる。バスは、奈良交通バスが運行するシャープ前行きが朝に2本ある。また、大和郡山市コミュニティバス「元気城下町号」が日中1時間毎に、「元気治道号」と「元気平和号」は3本運行されているのみである。
また、駅東方約1キロの国道24号沿いに大型ショッピングモール「イオンモール大和郡山」が2010年（平成22年）3月25日にオープンし、当駅および近鉄郡山駅からバスが運行されている。
- イオンモール大和郡山
  - カメラのキタムラ イオンモール大和郡山店
  - ココカラファイン イオンモール大和郡山店
  - 無印良品 イオンモール大和郡山店
- 矢田町通（県道144号線） - 古くからの街並み。市の中心部、近鉄郡山駅に通じる
- 大和郡山市市民交流館
- 大和郡山市立郡山南小学校
- ハーベス大和郡山店
- オークワ 大和郡山柳町店
- りそな銀行やまと郡山支店・小泉支店
- 関西電力郡山変電所
- 大和内観研修所 - 吉本伊信が最初に開いた内観療法の道場
- ハローワーク大和郡山
- 大和郡山市役所
- 大和郡山郵便局
- 郡山警察署
- 佐川急便奈良営業所

## バス路線
「JR郡山駅」停留所にて、奈良交通の路線が発着する。
- 西口
  - 大和郡山市コミュニティバス「元気城下町号」
- 東口
  - 21：イオンモール大和郡山
  - 26：シャープ前
  - 大和郡山市コミュニティバス「元気城下町号」「元気治道号」「元気平和号」

## 隣の駅
西日本旅客鉄道（JR西日本）
 大和路線（関西本線）
- 通勤特急「らくラクやまと」停車駅（大阪環状線経由）

■大和路快速・■直通快速・■快速・■区間快速・■普通
奈良駅 (JR-Q36) - 郡山駅 (JR-Q34) - 大和小泉駅 (JR-Q33)